# Río Pachitea
El río Pachitea es un río del Perú, uno de los principales afluentes del curso superior del río Ucayali, que a su vez es uno de los tramos del curso principal del río Amazonas. El río Pachitea discurre por la vertiente oriental de los Andes peruanos, en la parte central del país.
En su curso inferior se localiza la zona petrolífera de Aguas Calientes.

## Geografía
El río Pachitea nace nominalmente de la confluencias del río Pichis y del río Palcazu, aunque sus fuentes proceden de la cordillera de Huachón, del cerro Lautrec, bajo la laguna del mismo nombre, en el departamento de Pasco Lleva primero el nombre de río Huancabamba, y pasa por Oxapampa y Huancabamba, la pequeña localidad homónima de su curso alto. Luego pasa a llamarse río Pozuzo —que también lleva su nombre por la pequeña localidad de Pozuzo, una población de antiguos colonos austro alemanes, y al poco río Palcazu. Aguas abajo, al confluir en Puerto Victoria con el río Pichis, que le aborda por la derecha, pasa a ser ya el río Pachitea.
Ya como Pachitea se encamina en dirección general norte, y tras pasar por Celtiberia, abandona Pasco y se adentra en el departamento de Huánuco. Sigue por Yuyapichis, Yanayacu y Puerto Inca, donde recibe por la izquierda al principal de sus afluentes. Vira algo hacia el nornoreste y sigue por San Antonio, Esperanza, Baños, Tournavista, Puerto Baldeón y Honoria, donde desemboca en el río Ucayali por su margen izquierda.
Otros centros poblados de su cuenca son Codo del Pozuzo, población de colonos austro alemanes y Puerto Bermúdez, en la ribera del río Pichis.